# Mostaccino
Le mostaccino (moustasì en dialecte local) est un biscuit épicé typique de Crema, en Lombardie (Italie).  
Principalement utilisé dans la préparation de la garniture des tortelli cremaschi (it), il comprend de la noix de muscade, de la cannelle, du clou de girofle, du macis, de la coriandre, de l'anis étoilé, du poivre noir et du cacao parmi les ingrédients.

## Histoire
Ce biscuit épicé était déjà connu dans la cuisine du XVIIe siècle. Autrefois répandu dans toute la Lombardie, on ne le trouve plus que dans la ville de Crema et ses environs.